# Albéric d'Ostie
Albéric d'Ostie (1080–1148) est un moine bénédictin, cardinal-évêque d'Ostie entre 1138 et 1148.

## Biographie
Albéric est né à Beauvais en France. Il entre à l'abbaye de Cluny et y devient sous-prieur, puis devient plus tard prieur de Saint-Martin-des-Champs, mais revient à Cluny à la demande de Pierre le Vénérable afin de restaurer la discipline dans ce célèbre monastère.
En 1131, il devient abbé de Vézelay dans le diocèse d'Autun et tient cet office jusqu'à ce qu'il soit nommé cardinal-évêque d'Ostie par le pape Innocent III (1138). 
Immédiatement après sa consécration, Albéric devient légat apostolique en Angleterre. Il met fin à la guerre opposant Étienne d'Angleterre à David Ier d'Écosse concernant la succession au trône d'Angleterre, qu'Étienne a usurpé aux dépens de la nièce de David, Mathilde l'Emperesse.
Il meurt à Verdun le 20 novembre 1148.